# John Ruddy
John Ruddy (wym. [ˈdʒɒn ˈɹʌdi]; ur. 24 października 1986 w St Ives) – angielski piłkarz występujący na pozycji bramkarza. W młodości próbowany był na wielu pozycjach. Aktualnie jest zawodnikiem Wolverhampton.

## Kariera klubowa

### Everton
Utalentowany bramkarz, którego David Moyes uważa za przyszłego pierwszego golkipera reprezentacji Anglii, przyjechał na Goodison z Cambridge United po transferze w maju 2005. Transfer był już załatwiony pomiędzy dwoma klubami jednak Ruddy pozostał w United aż do końca sezonu trenując dwa razy w tygodniu. Reprezentant Anglii do lat 19 był na celowniku paru czołowych klubów m.in. Celtiku, Arsenalu i Man Utd, ale po ściągnięciu go przez Everton będzie starał się przedostać do pierwszego składu jak to tylko możliwe. Na razie często znajduje miejsce w rezerwach, ale jest to typowy zakup na przyszłość dokonany przez The Toffees. Mimo wszystko zaliczył już kilka występów w pierwszym zespole Evertonu, w tym pamiętny mecz z Blackburn, gdy w 9 minucie zastąpił ukaranego czerwoną kartką Iaina Turnera i do końca meczu zachował czyste konto. W sezonie 2006/07 John zdobywał doświadczenie na kilku wypożyczeniach, w Stockport County, Wrexham i Bristol City. W sezonie 2007/08 Ruddy był bramkarzem numer 3 i nie doczekał się żadnego występu w pierwszym składzie. Od lutego 2008 przebywał na drugim wypożyczeniu w występującym w League Two Stockport County, z którym zajął 4. miejsce rozgrywając 13 spotkań i dochodząc do finału playoff. Ruddy został wybrany zawodnikiem marca, kiedy w 6 meczach 5 razy zachowywał czyste konto. John nie wystąpił jednak w finale z powodu kontuzji ale Stockport i tak awansowało do League One. Następny sezon również spędził na wypożyczeniu, tym razem w Crewe Alexandra, który został zdegradowany do League Two. Sezon 2009-2010 spędził w Motherwell.

### Norwich City
W lipcu 2010 roku podpisał stały kontrakt z drugoligowym Norwich City. Wystąpił w sezonie 2011/12 gdzie był pierwszym bramkarzem Norwich w Premier League.

### Sezon 2013/14
W pierwszym meczu ligowym sezonu Premier League, Ruddy rozpoczął mecz w pierwszym składzie. Był to mecz z Evertonem, w którym wpuścił dwa gole (2-2). Podczas 3 kolejki bramkarzowi udało się zachować czyste konto, a jego drużyna wygrała 1-0 z Southampton F.C. Był to 100 mecz ligowy w barwach Norwich.

### Statystyki
| Klub                      | Sezon              | Liga  | Liga | Puchar | Puchar | Puchar ligi | Puchar ligi | Europa | Europa | Razem | Razem |
| Klub                      | Sezon              | Mecze | Gole | Mecze  | Gole   | Mecze       | Gole        | Mecze  | Gole   | Mecze | Gole  |
| Cambridge University      | 2003/04            | 1     | 0    | 0      | 0      | 0           | 0           | 0      | 0      | 1     | 0     |
| Cambridge University      | 2004/05            | 38    | 0    | 1      | 0      | 1           | 0           | 0      | 0      | 40    | 0     |
| Cambridge University      | 2005/06            | 0     | 0    | 0      | 0      | 0           | 0           | 0      | 0      | 0     | 0     |
| Cambridge University      | 2006/07            | 0     | 0    | 0      | 0      | 0           | 0           | 0      | 0      | 0     | 0     |
| Cambridge University      | 2007/08            | 0     | 0    | 0      | 0      | 0           | 0           | 0      | 0      | 0     | 0     |
| Cambridge University      | 2008/09            | 0     | 0    | 0      | 0      | 0           | 0           | 0      | 0      | 0     | 0     |
| Cambridge University      | 2009/10            | 0     | 0    | 0      | 0      | 0           | 0           | 0      | 0      | 0     | 0     |
| Cambridge University      | Razem              | 39    | 0    | 1      | 0      | 1           | 0           | 0      | 0      | 41    | 0     |
| Everton (wyp.)            | 2005/06            | 1     | 0    | 0      | 0      | 0           | 0           | 0      | 0      | 1     | 0     |
| Everton (wyp.)            | Razem              | 1     | 0    | 0      | 0      | 0           | 0           | 0      | 0      | 1     | 0     |
| Walsall (wyp.)            | 2005/06            | 5     | 0    | 0      | 0      | 0           | 0           | 0      | 0      | 5     | 0     |
| Walsall (wyp.)            | Razem              | 5     | 0    | 0      | 0      | 0           | 0           | 0      | 0      | 5     | 0     |
| Rushden & Diamonds (wyp.) | 2005/06            | 3     | 0    | 0      | 0      | 0           | 0           | 0      | 0      | 3     | 0     |
| Rushden & Diamonds (wyp.) | Razem              | 3     | 0    | 0      | 0      | 0           | 0           | 0      | 0      | 3     | 0     |
| Chester (wyp.)            | 2005/06            | 4     | 0    | 0      | 0      | 0           | 0           | 0      | 0      | 4     | 0     |
| Chester (wyp.)            | Razem              | 4     | 0    | 0      | 0      | 0           | 0           | 0      | 0      | 4     | 0     |
| Stockport County (wyp.)   | 2006/07            | 11    | 0    | 0      | 0      | 0           | 0           | 0      | 0      | 11    | 0     |
| Stockport County (wyp.)   | 2007/08            | 13    | 0    | 0      | 0      | 0           | 0           | 0      | 0      | 13    | 0     |
| Stockport County (wyp.)   | Razem              | 24    | 0    | 0      | 0      | 0           | 0           | 0      | 0      | 24    | 0     |
| Wrexham (wyp.)            | 2006/07            | 5     | 0    | 0      | 0      | 0           | 0           | 0      | 0      | 5     | 0     |
| Wrexham (wyp.)            | Razem              | 5     | 0    | 0      | 0      | 0           | 0           | 0      | 0      | 5     | 0     |
| Bristol City (wyp.)       | 2006/07            | 1     | 0    | 0      | 0      | 0           | 0           | 0      | 0      | 1     | 0     |
| Bristol City (wyp.)       | Razem              | 1     | 0    | 0      | 0      | 0           | 0           | 0      | 0      | 1     | 0     |
| Crewe Alexandra (wyp.)    | 2008/09            | 19    | 0    | 0      | 0      | 0           | 0           | 0      | 0      | 19    | 0     |
| Crewe Alexandra (wyp.)    | Razem              | 19    | 0    | 0      | 0      | 0           | 0           | 0      | 0      | 19    | 0     |
| Motherwell (wyp.)         | 2008/09            | 34    | 0    | 1      | 0      | 2           | 0           | 0      | 0      | 37    | 0     |
| Motherwell (wyp.)         | Razem              | 34    | 0    | 1      | 0      | 2           | 0           | 0      | 0      | 37    | 0     |
| Norwich City              | 2010/11            | 45    | 0    | 0      | 0      | 1           | 0           | 0      | 0      | 46    | 0     |
| Norwich City              | 2011/12            | 37    | 0    | 0      | 0      | 0           | 0           | 0      | 0      | 37    | 0     |
| Norwich City              | 2012/13            | 15    | 0    | 0      | 0      | 0           | 0           | 0      | 0      | 15    | 0     |
| Norwich City              | 2013/14            | 38    | 0    | 0      | 0      | 0           | 0           | 0      | 0      | 38    | 0     |
| Norwich City              | 2014/15            | 46    | 0    | 1      | 0      | 0           | 0           | 0      | 0      | 47    | 0     |
| Norwich City              | 2015/16            | 27    | 0    | 1      | 0      | 0           | 0           | 0      | 0      | 28    | 0     |
| Norwich City              | 2016/17            | 27    | 0    | 0      | 0      | 0           | 0           | 0      | 0      | 27    | 0     |
| Norwich City              | Razem              | 235   | 0    | 2      | 0      | 1           | 0           | 0      | 0      | 238   | 0     |
| Norwich City              | 2017/18            | 45    | 0    | 0      | 0      | 0           | 0           | 0      | 0      | 45    | 0     |
| Norwich City              | Razem              | 45    | 0    | 0      | 0      | 0           | 0           | 0      | 0      | 45    | 0     |
| Wolverhampton Wanderers   | 2018/19            | 1     | 0    | 4      | 0      | 2           | 0           | 0      | 0      | 7     | 0     |
| Łącznie w karierze        | Łącznie w karierze | 417   | 0    | 6      | 0      | 6           | 0           | 0      | 0      | 429   | 0     |

Stan na: 3 marca 2019 r.

## Kariera reprezentacyjna
W maju 2012 roku Ruddy, pomimo braku jakichkolwiek występów w kadrze, został powołany przez trenera Roya Hodgsona na Euro 2012. Niestety 24 maja, na dwa tygodnie przed rozpoczęciem turnieju, dwudziestopięcioletni wówczas bramkarz podczas treningu złamał palec, co wykluczyło jego udział w mistrzostwach. W składzie zastąpił go Jack Butland.
W reprezentacji Anglii ostatecznie zadebiutował 15 sierpnia w towarzyskim meczu z Włochami (2:1).